# Дорнбергер, Вальтер

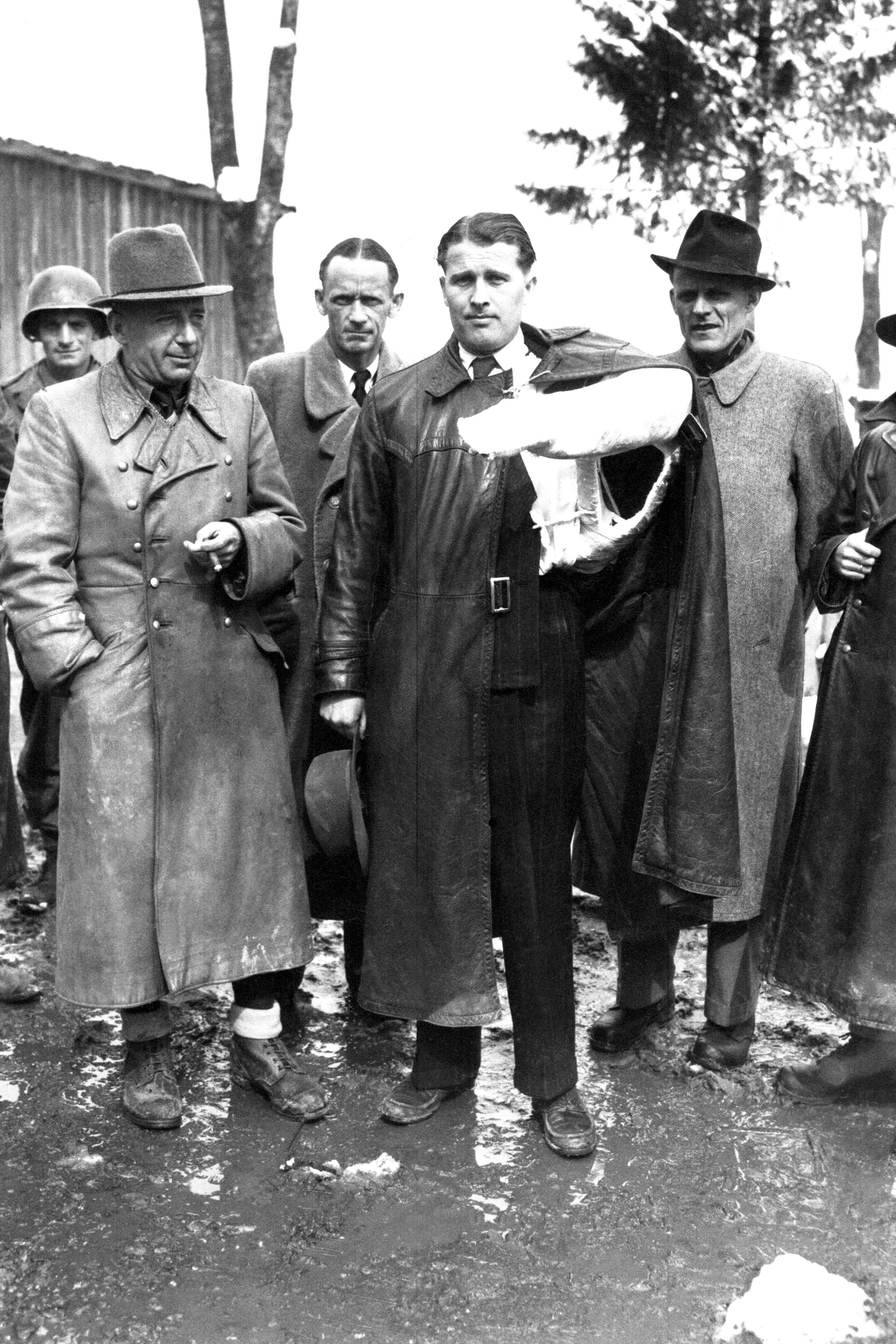
Вальтер Дорнбергер (слева) рядом с В. фон Брауном после сдачи в плен союзникам в мае 1945 года.

Вальтер Роберт Дорнбергер (нем. Walter Robert Dornberger; 6 сентября 1895, Гиссен — 27 июня 1980, Баден-Вюртемберг) — немецкий инженер-администратор, один из основателей тяжёлого ракетного машиностроения в нацистской Германии; генерал-майор Вермахта.

## Биография
После окончания школы был призван в армию. В Первую мировую войну служил в тяжелой артиллерии. В 1918 году попал в плен.
В 1930 году окончил Шарлоттенбургскую высшую техническую школу в Берлине и в том же году по протекции профессора Беккера (впоследствии — генерала) направлен в отдел баллистики Управления вооружениями сухопутных сил рейхсвера. Начал работу ассистентом капитана фон Горстига.
Имея звание капитана, стал фактическим научным куратором ракетных исследований рейхсвера. В это время он систематизировал данные архивов и наработки по ракетной технике прусских ракетных войск, кайзеровской артиллерии и изобретателей-одиночек, организовал первую научную экспериментальную станцию для исследования ракет на жидком топливе в Кумерсдорфе под Берлином. Одновременно с разработкой жидкостных ракет Дорнбергер курировал разработку ракет на твёрдом топливе.
Дорнбергер организовал научную группу, создавшую первую в мире баллистическую ракету, которая достигла границ космоса. В группу входили следующие выдающиеся ученые и конструкторы: Артур Рудольф, Вальтер Тиль (специалист по двигателям), Генрих Грюнов, Вальтер Ридель, Гельмут Вальтер (конструктор серии реактивных двигателей «Вальтер»), Вернер фон Браун (принят в группу в октябре 1932 года), Гельмут Греттруп (руководитель группы немецких ракетчиков в СССР), Пюлленберг, Шлурике, Пюльман, Херман и др. В 1945 году союзники получили баллистическую ракету, включающую практически все технические системы и узлы, используемые и в современных баллистических и космических ракетах. Такие понятия как «стартовый стол», «обратный отсчёт времени», «ключ на старт» и «зажигание» — появились благодаря работе этой группы.
В 1937—1945 годах руководил ракетным исследовательским центром в Пенемюнде. Здесь под его административным руководством и при техническом руководстве Вернера фон Брауна было создано «оружие возмездия» нацистской Германии — ракета Фау-2. В конце Второй мировой войны под руководством Дорнбергера проводились разработка и испытания межконтинентальной крылатой ракетной системы А9/A10. С ноября 1944 года курировал создание Фау-3.
В 1945 году вместе с Вернером фон Брауном и своей ракетной группой сдался в плен американцам. После войны и отбывания наказания за военные преступления в Великобритании работал научным консультантом фирмы Bell Aircraft.
Ему принадлежат слова
:

Ни одно частное лицо или государственное учреждение не могло позволить себе трату миллионов марок на создание больших ракет, если это ограничивалось бы исключительно интересами чистой науки. Перед нами человечеством, согласным на любые затраты, была поставлена задача решить великую цель и сделать в этом отношении первый практический шаг. И мы открыли дверь в будущее…

Работал советником министра обороны США.
В 1948 году Дорнбергер выдвинул идею размещения атомной бомбы на околоземной орбите .
Явился одним из основателей противоракетной обороны США и многоразовых ракетных систем (космических челноков).

## Награды
- Железный крест (1914) 2-го и 1-го класса (Королевство Пруссия)
- Орден Белого сокола рыцарский крест 2-го класса с мечами (Великое герцогство Саксен-Веймар-Эйзенах)
- Нагрудный знак «За ранение» (1918) чёрный (Германская империя)
- Почётный крест Первой мировой войны 1914/1918 с мечами (1934)
- Степень почётного доктора технических наук Берлинского технического университета (1935)
- Медаль «За выслугу лет в вермахте» с 4-го по 1-й класс
- Крест «За военные заслуги» 2-го и 1-го класса с мечами
- Рыцарский крест Креста «За военные заслуги» с мечами (29 октября 1944)

## Основные работы
- Вальтер Дорнбергер. [www.e-reading-lib.org/book.php?book=132246 ФАУ-2. Сверхоружие Третьего рейха]. 1930—1945. Пер. с англ. И. Е. Полоцка. — М.: «Центрполиграф», 2004. ISBN 5-9524-1444-3.